# ريتشارد لي (كاتب)
ريتشارد لي (بالصينية: 李翰祥) (و. 1926 – 1996 م) هو مخرج أفلام، وكاتب سيناريو صيني، ولد في جينتشو، توفي في بكين، عن عمر يناهز 70 عاماً، بسبب نوبة قلبية.

## جوائز
حصل على جوائز منها:
- جائزة الحصان الذهبي لأفضل مخرج [الإنجليزية]‏، عن عمل: The Beauty of Beauties ‏ (1966)[3]
- جائزة الحصان الذهبي لأفضل مخرج [الإنجليزية]‏، عن عمل: The Love Eterne [الإنجليزية]‏ (1963).[4]

## وصلات خارجية
- ريتشارد لي على موقع IMDb (الإنجليزية)
- ريتشارد لي على موقع ألو سيني (الفرنسية)
- ريتشارد لي على موقع أول موفي (الإنجليزية)
- ريتشارد لي على موقع قاعدة بيانات الفيلم (الإنجليزية)
- ريتشارد لي على موقع كينوبويسك (الروسية)